# Wisent-Wildnis am Rothaarsteig
Koordinaten: 51° 5′ 16″ N, 8° 15′ 54,5″ O
Die Wisent-Wildnis am Rothaarsteig, in umgangssprachlicher Kurzform auch Wisent-Wildnis, bzw. das Projekt „Wisente im Rothaargebirge“ ist ein 2010 gegründetes Artenschutzprojekt, mit dem erstmals seit 1775 wieder Wisente in Deutschland angesiedelt wurden.
Das Projektgebiet liegt im Wald des nordrhein-westfälischen Rothaargebirges im Kreis Siegen-Wittgenstein. In einem naturnahen Schaugehege von ca. 20 Hektar werden derzeit 8 Tiere (Stand: September 2023) gehalten. Die frei lebende Herde, die auf 40 Tiere angewachsen war, wurde Anfang 2024 in ein 24 Hektar großes Gehege auf Bad Berleburger Gebiet gelockt und das Auswilderungsprojekt vorerst beendet.

## Geographische Lage
Die Wisent-Wildnis liegt an der Kreisstraße 42 zwischen Wingeshausen (Bad Berleburg) und Jagdhaus (Schmallenberg), etwa 2,5 Kilometer (km) südöstlich vom Härdler, 2,2 km südwestlich von Jagdhaus und 3 km nordwestlich von Wingeshausen (jeweils Luftlinie). Sie befindet sich auf Höhen um 600 m ü. NHN.

## Geschichte

### Entstehung
Das Projekt wurde 2003 von Richard zu Sayn-Wittgenstein-Berleburg angestoßen. Im März 2010 begann dann das Natur- und Artenschutzprojekt „Wisente im Rothaargebirge“. Die Tiere stammen aus der Flachland-Kaukasus-Linie und sind alle mit einem GPS-basiertem Ortungsgerät ausgestattet.
Rechtliche Grundlage des Projekts ist ein öffentlich-rechtlicher Vertrag, der zwischen dem Kreis Siegen-Wittgenstein, der Bezirksregierung Arnsberg, dem Landesbetrieb Wald und Holz Nordrhein-Westfalen, dem Trägerverein Wisent-Welt-Wittgenstein e. V. und Richard Prinz zu Sayn-Wittgenstein-Berleburg am 8. April 2013 geschlossen wurde. Das Ziel des Trägervereines war, mit dem Projekt die Tierart wieder in freier Wildbahn anzusiedeln. Die Population sollte auf allenfalls 25 Tiere ansteigen.
Der Bund zahlte 515.000 Euro für die Anschaffung von acht Tieren, für Gatter und Auswilderung, weitere 378.000 Euro für eine wissenschaftliche Begleitung des Projekts.

### Entwicklung des Tierbestandes

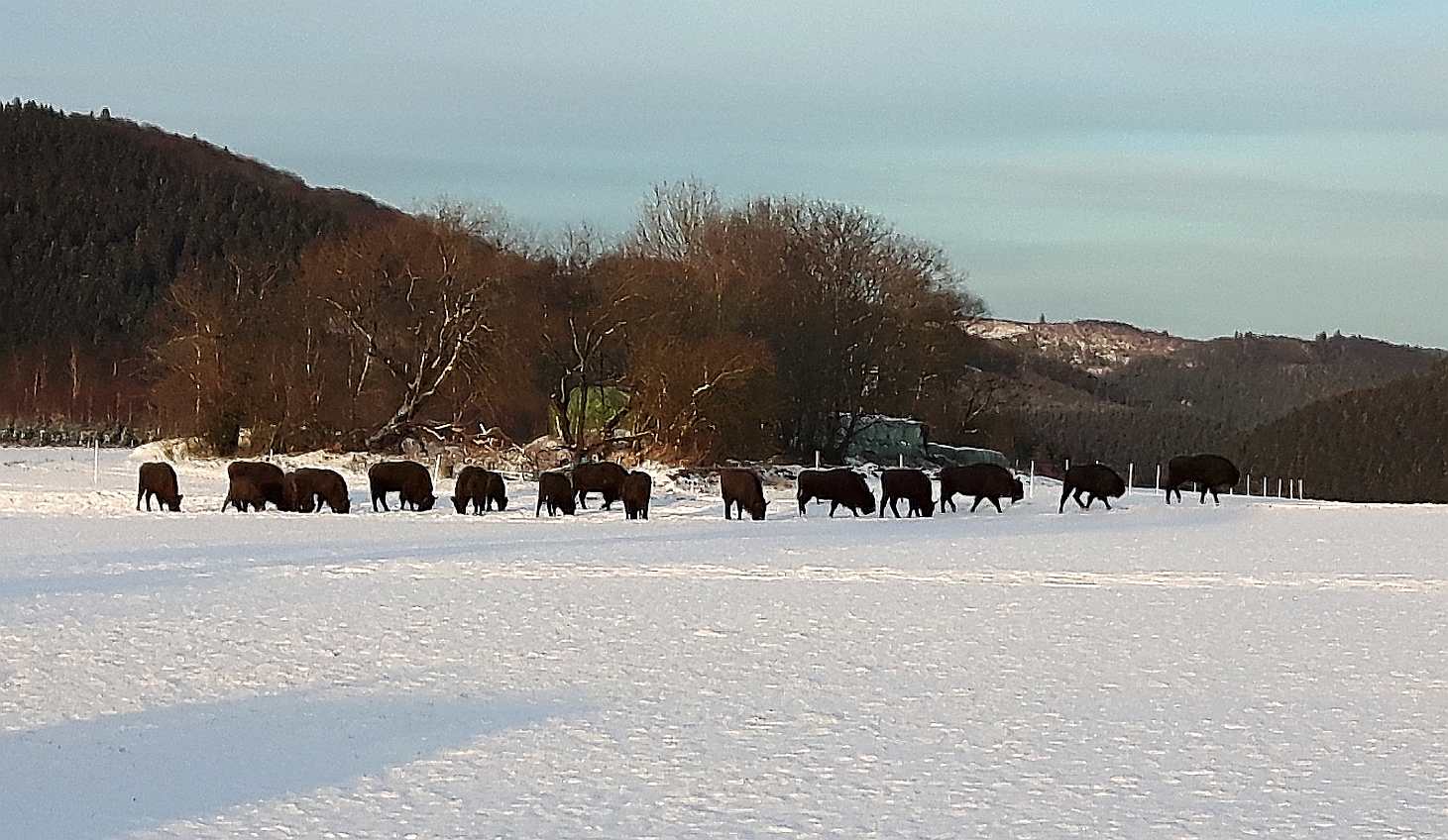
Freilebende Wisente bei Schmallenberg-Almert

Inzwischen gibt es zwei Wisentherden: Die eine mit sechs Tieren lebt im eingangs genannten, 20 ha großen Gehege, die andere mit anfangs acht Tieren wurde April 2013 in Wittgensteiner Wäldern um Bad Berleburg ausgewildert.
Im Mai und im Juni 2013 wurden in dieser Herde die ersten zwei Wisente seit Jahrhunderten in Deutschland in freier Wildbahn geboren. Im Sommer 2014 lag der Bestand bei fünf männlichen und sieben weiblichen Tiere in freier Wildbahn sowie bei vier männlichen und drei weiblichen Tiere im Schaugehege.
Im Herbst 2014 wurden eine Wisent-Kuh sowie zwei Kälber von der Herde getrennt und nach Lettland gebracht, um drohenden Revierkämpfen von Bullen zuvorzukommen. Sie sollen nun dort zur Arterhaltung beitragen.
Nach weiteren Geburten und zwei Abgängen lebten im Mai 2015 insgesamt 13 Wisente in freier Wildbahn. Im Oktober 2016 stürzte ein einjähriger Jungbulle eine mehrere Meter hohe Böschung hinab. Man gab ihm den Gnadenschuss, das Wildbret ging in den Verzehr.
Im Juni/Juli 2017 hat sich die frei lebende Wisentherde um sechs neugeborene Jungtiere vergrößert. Anfang Juli 2017 wurde der Tod eines Jungtieres bestätigt. Wanderer entdeckten den toten Jungbullen, der wahrscheinlich Opfer von Rangkämpfen wurde. Damit lebten Mitte 2017 23 Wisente in freier Wildbahn, wovon 19 im Wittgensteiner Land geboren wurden.
Im Juli 2023 umfasst der frei lebende Bestand im Rothaargebirge rund 40 Tiere und hat sich geteilt: Eine Hälfte ist im Siegerland unterwegs, die andere im Hochsauerlandkreis.

### Orkan Niklas
Von den Auswirkungen von Orkan Niklas Ende März/Anfang April 2015 war auch die Wisentwildnis betroffen. Während des Sturms fiel ein großer Baum auf das Kassenhäuschen und zerstörte es größtenteils.

### Wisente bei Almert

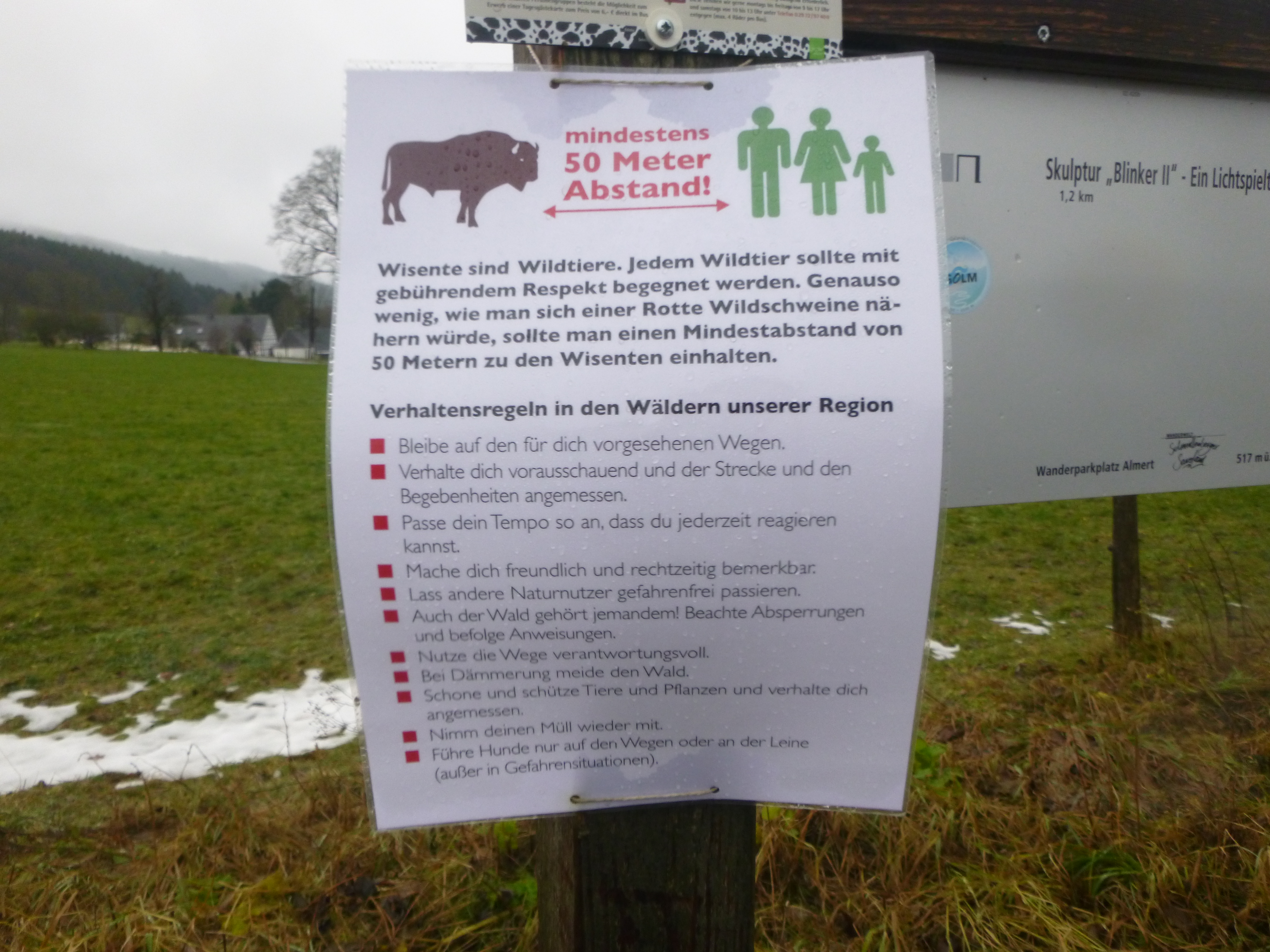
Infoblatt im Landschaftsschutzgebiet Offenlandmulde Grafschaft - Almert

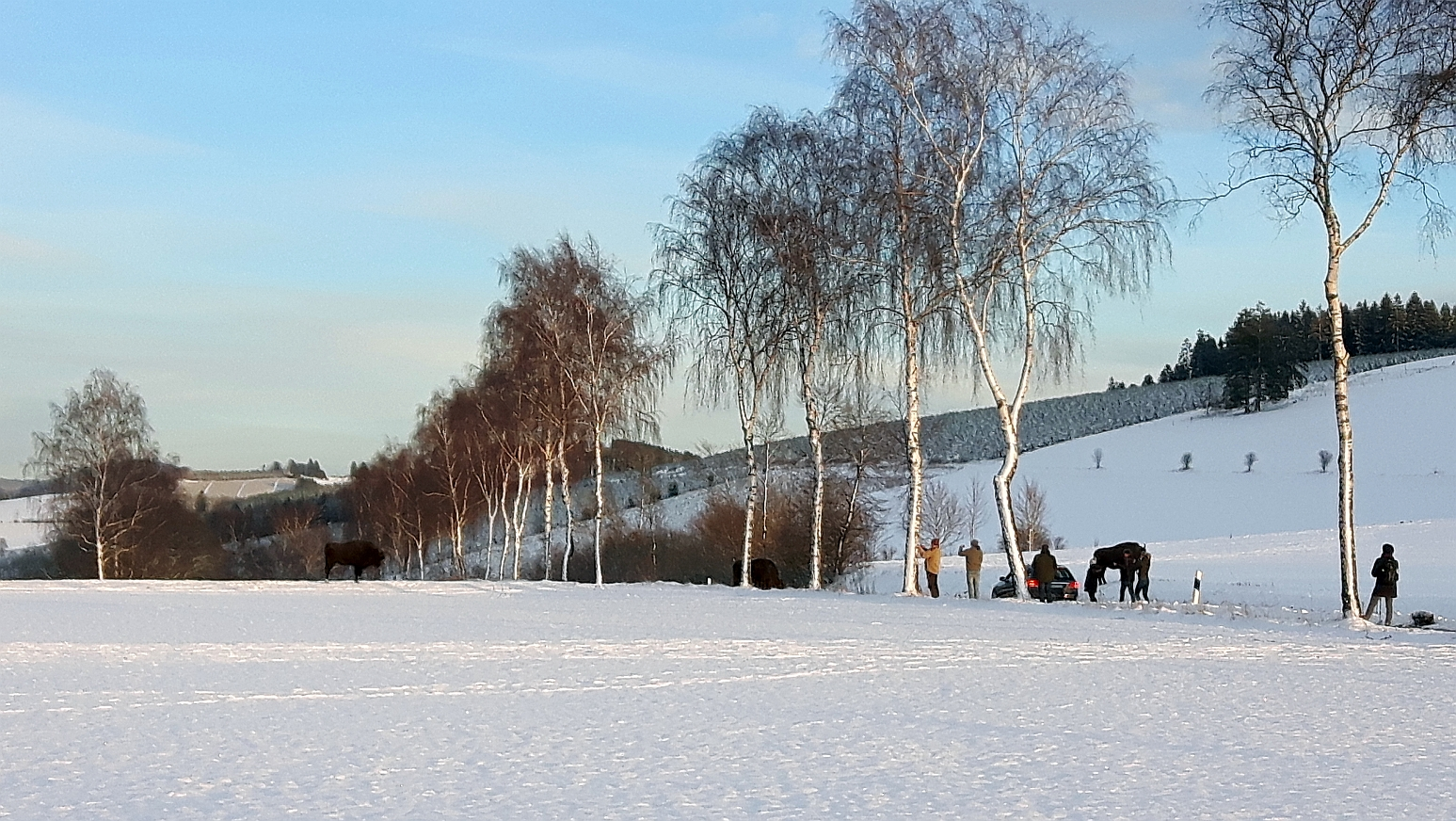
Drei Wisente bei Almert, welche fotografiert werden

Im Dezember 2017 hielt sich die Wisentherde im Landschaftsschutzgebiet Offenlandmulde Grafschaft - Almert bei Almert auf. Sie graste um Almert und ging auch an dort gelagerte Silage. Dabei kreuzte die Herde mehrfach die Kreisstraße zwischen Grafschaft und Oberkirchen. Deshalb wurde ein Tempolimit von 50 km/h festgesetzt, um Kollisionen zu verhindern. Am 19. Dezember 2017 kam es dort zu einem Unfall mit Blechschaden. Die Wisente bei Almert lockten zahlreiche Schaulustige an. Es entstanden zahlreiche Fotos und Videos. Der Trägerverein wehrte sich in diesem Zusammenhang „gegen zahlreiche Falschbehauptungen, Desinformationen und gestreute Gerüchte“, welche im Zusammenhang mit dem Auftreten der Herde bei Almert auftraten. Es seien Unwahrheiten verbreitet worden und es herrsche bspw. eine mangelnde Kooperation zur Regulierung der Schäden vor.

### Planungen über Verlagerung des Projektgebietes
Um eine Befriedung der Konflikte zu erreichen, einigte sich im März 2019 die Koordinierungsgruppe des Projektes, für eine Übergangsphase das Gebiet der Wisente auf einen Bereich zwischen Rothaarkamm und dem ursprünglichen Auswilderungsgehege in der Nähe des Forsthauses Homrighausen zu verlagern. Dabei handelt es sich um Staatswald und Flächen der Wittgenstein-Berleburg’schen Rentkammer. Das Projektgebiet würde dann auf eine Fläche von rund 1500 Hektar reduziert. Mit Maßnahmen wie „Lenkungsfütterungen“ und für andere Tiere durchlässigen Einzäunungen soll die Herde dazu gebracht werden, dieses Gebiet nicht zu verlassen. Anfang 2020 wurde das geplante Gehege nach Protesten in Schmallenberg auf 505 ha verkleinert. Zuvor kam als Kompromiss der Koordinierungsgruppe der Vorschlag, das Gehege auf 840 ha zu verkleinern. Der Nachlassverwalter des verstorbenen Prinzen Richard fordert inzwischen ebenfalls Ausgleich für die Schälschäden im Privatwald der Fürstenfamilie.

### Forderung nach Beendigung des Projektes
Am 29. September 2022 erklärte der Trägerverein Wisent-Welt-Wittgenstein e. V. die 25 in Freiheit lebenden Wisente für herrenlos und kündigte den „Öffentlich-rechtlichen Vertrag für die Freisetzungsphase Wisente im Rothaargebirge“. Aus Sicht des Vereins ist damit die Verantwortung für die frei lebenden Wisenten auf das Land NRW übergegangen. Am 29. September forderte der Kreis Siegen-Wittgenstein, dass das Wisent-Projekt am Rothaarsteig beendet werden solle. Die Kündigung des Vertrages bezeichnete der Kreis auf seiner Website als rechtlichen Kniff, mit dem sich der Verein seiner Verpflichtungen entledigen wolle. Die Wisent-Wildnis am Rothaarsteig ist von der Forderung nach Beendigung des Projektes nicht betroffen, da es nur um die wild lebenden Tiere geht. Die freilebenden Wisente unterliegen nach Ansicht des Vereins nun dem Artenschutzrecht und FFH-Richtlinie. Daher sei ein Einfangen der Wisente nicht möglich. Das Land NRW erklärte, dass nun vertragsrechtliche, artenschutzrechtliche und finanzielle Fragen geklärt werden müssten.
Im September 2023 sprach ein Runder Tisch die Empfehlung aus, das Projekt fortzusetzen, aber die frei lebende Herde auf eine Größe von 20 bis 25 Tieren zu reduzieren. Die Trägerschaft soll eine Stiftung übernehmen. Zudem sollen ein Fanggatter gebaut werden und die Tiere Sender zur Standortbestimmung bekommen. Weitere Maßnahmen wie die bedarfsweise Vergrämung mittels Drohnen und ein Ausgleichsfonds für Schäden auf Privatgrundstücken wurden vorgeschlagen.
Um weitere Waldschäden zu verhindern, wurde die Herde Anfang 2024 in das Gehege gelockt, aus dem die ersten Wisente einst in die Freiheit entlassen worden waren. Die Zukunft wurde im März 2024 von Kreis Siegen-Wittgenstein für unklar erklärt. Der Trägerverein ging im August 2023 in die Insolvenz. Die Wisent-Wildnis am Rothaarsteig, die zuletzt bis zu 30.000 Besucher pro Jahr hatte, übernahm eine neue gemeinnützige GmbH.

## Besucherzahlen
Im Jahr 2013 kamen rund 30.900 Besucher, 2014 etwa 32.700. Im September 2015 konnte der 100.000. Gast begrüßt werden. Im Jahr 2016 kamen rund 35.000 Besucher.

## Wissenschaftliche Begleitung
Das Wisent-Projekt wurde wissenschaftlich begleitet, wofür das Bundesamt für Naturschutz und das Land Nordrhein-Westfalen von Ende 2009 bis September 2015 insgesamt 1,6 Mio. Euro zur Verfügung stellten und der Betreiberverein 300.000 Euro. Allerdings kritisiert ein Gutachten der Tierärztlichen Hochschule Hannover, dass das Projekt wissenschaftlich zumindest einige Zeit lang unzureichend begleitet und die Ergebnisse unzureichend ausgewertet und veröffentlicht wurden.

## Konflikte

### Schmallenberger Waldbesitzer
Nachdem eine Herde in die freie Wildbahn entlassen worden war, schälte die frei lebende Wisentherde Rotbuchen im Stadtgebiet von Schmallenberg im Hochsauerlandkreis, was zum Konflikt mit privaten Waldbesitzern führte. Die Wisente, die eigentlich auf den etwa 130 Quadratkilometern Waldbesitz im Kreis Siegen-Wittgenstein von Richard Prinz zu Sayn-Wittgenstein-Berleburg bleiben sollten, richteten bis zum 3. September 2014 Schäden in Höhe von 16.000 Euro an, die von der Versicherung des Trägervereins beglichen wurden. Dem ging im September 2014 eine einstweilige Verfügung des Amtsgerichtes Schmallenberg zu, mit welcher der Trägerverein verpflichtet werden sollte, zu verhindern, dass Wisente ein privates Grundstück beträten. Der Verein legte Widerspruch ein und ergriff einstweilen „geeignete Maßnahmen“ wie etwa Patrouillen an der betreffenden Grundstücksgrenze, um die Tiere vom Übertritt auf das private Waldgelände abzuhalten.

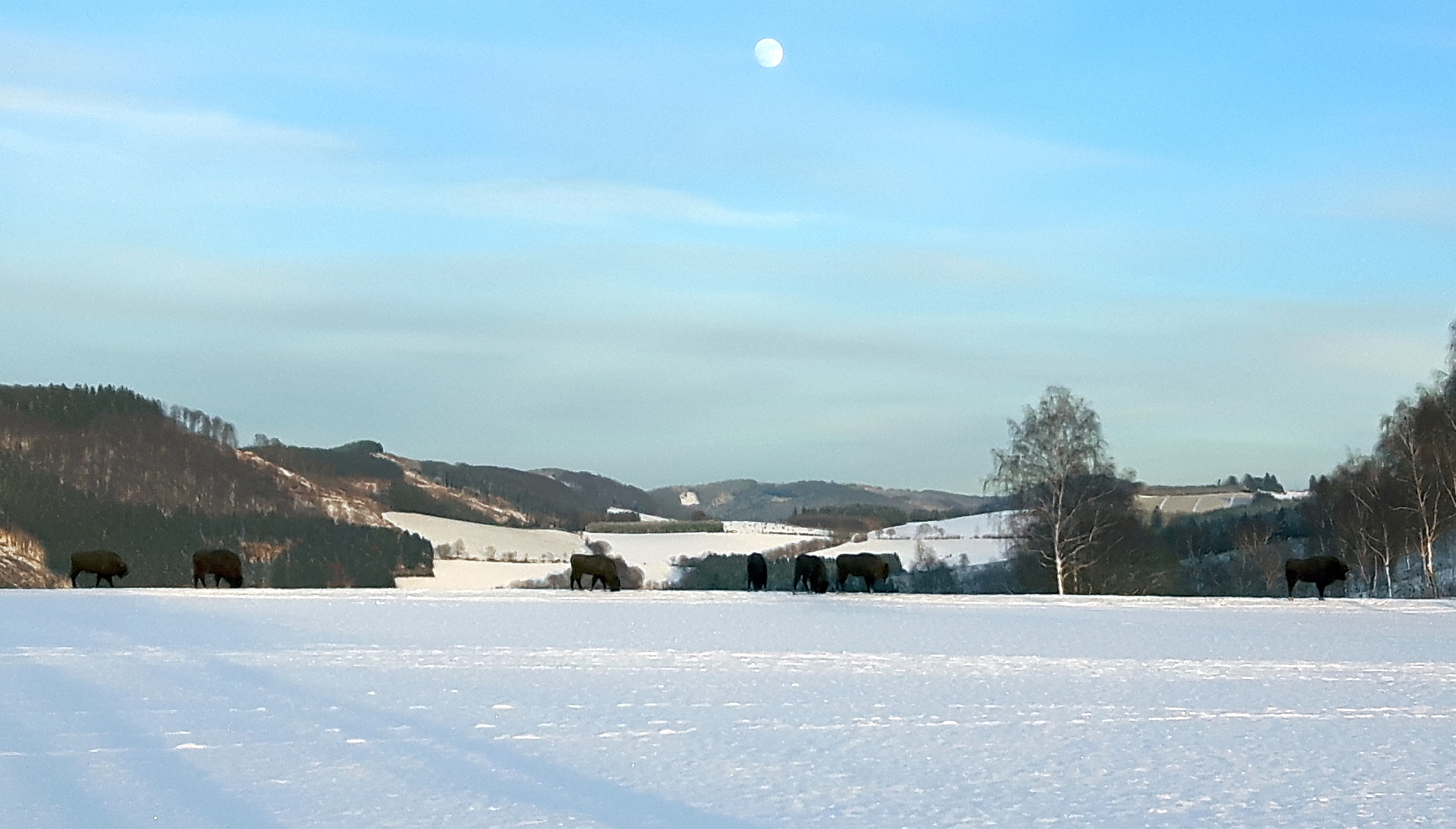
Wisente bei Schmallenberg-Almert

Juristisch geht es darum, ob die frei lebende Wisent-Herde als herrenlos einzustufen ist, so die vom Verein und seiner Versicherung vertretene Rechtsauffassung. Die Versicherung hat daher die Zahlungen wegen Schälschäden eingestellt.
Inzwischen belaufen sich die Baumschäden auf knapp 70.000 Euro. Geltend gemacht wurden diese Schälschäden von Waldbauern aus dem Schmallenberger Raum, während die betroffenen Waldbesitzer im Kreis Siegen-Wittgenstein, der Landesbetrieb Wald und Holz NRW und die Wittgenstein-Berleburg’schen Rentkammer keinerlei Schäden meldeten. Am 27. März 2015 verkündete NRW-Landwirtschaftsminister Remmel die Einrichtung des Wildschädenfonds. Ein inzwischen eingerichteter Fonds, in den der Trägerverein Wisent-Welt-Wittgenstein, die Wittgenstein-Berleburg’sche Rentkammer, der Kreis Siegen-Wittgenstein, der WWF (World Wide Fund For Nature) und das Land zusammen einzahlen, trägt nun bis zu 50.000 Euro Schäden im Jahr; gerechnet wird damit, dass aber nur etwa 10.000 Euro wirklich anfallen.
Im September 2016 kam das Oberlandesgericht Hamm zu der vorläufigen Einschätzung, „dass die Tiere seit einiger Zeit wahrscheinlich wild und herrenlos sind“.  Es seien schwierige Rechtsfragen verhandelt worden, da artenschutzrechtliche Vorschriften mit dem Zivilrecht kollidierten, so der Vorsitzende Richter. Ferner sei das Jagdrecht durch das Artenschutzrecht eingeschränkt, deutete der Senat bei weiteren Verhandlungen im Mai 2017 an.
Das Urteil des Oberlandesgerichtes Hamm wurde am 29. Mai 2017 verkündet. Der Verein wird dazu verurteilt, „geeignete Maßnahmen zu ergreifen, um zu verhindern, dass die freigelassenen Wisente und deren Abkömmlinge“ die Baumbestände durch Schälen beschädigen. Als einzige geeignete Maßnahme wird das Nachstellen und Einfangen der Tiere benannt. Es wird jedoch festgestellt, dass dies nach Bundesnaturschutzgesetz grundsätzlich verboten sei, da die Tiere besonders geschützt und als wild lebend und herrenlos anzusehen seien. Der auswildernde Verein wird als Störer verpflichtet, bei der zuständigen Behörde eine Ausnahmegenehmigung für das Einfangen der Tiere zu beantragen. Wird diese Genehmigung nicht erteilt, so müssen die Kläger Schäden durch die Wisente dulden. Nachdem beide Parteien Revision eingelegt hatten, wurde der Rechtsstreit am Bundesgerichtshof fortgesetzt.
In seinem Urteil vom 19. Juli 2019 widerspricht der Bundesgerichtshof der Auffassung des Oberlandesgerichts, dass es sich in der aktuellen Projektphase um herrenlose Tiere handele. Die Wisente unterlägen weiterhin dem – wenn auch zunehmend gelockerten – Zugriff des Vereins. In Vereinbarkeit mit den artenschutzrechtlichen Vorgaben sei die Sachherrschaft an den Besitzwillen des Vereins geknüpft. Dieser ergebe sich schon aus der eingeplanten Möglichkeit, nach Ende der Freisetzungsphase das Projekt abzubrechen zu können.
Den Waldbauern wird in der aktuellen Freisetzungsphase eine Duldungspflicht auferlegt, sofern das Grundstück nicht unzumutbar beeinträchtigt wird. Die Klärung der Zumutbarkeit wurde an das OLG zurückverwiesen. Der BGH wies weiterhin darauf hin, dass die Freisetzungphase nicht endlos in die Länge gezogen werden kann. Mit dem Ende des Projekts endet auch die Duldungspflicht der Waldbauern. Ein neuer öffentlich-rechtlicher Vertrag zur endgültigen Wiederansiedlung würde die Wisente hingegen auf dieselbe Stufe wie zugewanderte Wölfe stellen. Sie müssten dann als herrenlose geschützte Tiere grundsätzlich geduldet werden.
Das OLG Hamm folgte dem BGH in seinen Entscheidungen vom 15. Juli 2021 und verurteilte den Trägerverein, geeignete Maßnahmen zu treffen, um zu verhindern, dass die Wisente die klägerischen Bäume weiter schädigen. Das Gericht führte aus, dass die Kläger die Beeinträchtigungen durch die Wisentherde nicht (mehr) dulden müssten, da der mehrjährige Zeitablauf der Freisetzungsphase ohne Entscheidungsfindung der Verantwortlichen für die Waldbauern unzumutbar sei.
Der Trägerverein Wisent-Welt Wittgenstein legte Revision gegen die Urteile des Oberlandesgerichts Hamm ein, nahm das Rechtsmittel aber nach einem Hinweisbeschluss des Bundesgerichtshofs im Juli 2022 zurück, weshalb der Verein nun rechtskräftig verpflichtet ist, Schäden von den Bäumen der Waldbauern abzuwenden. Die Kündigung des öffentlich-rechtlichen Vertrages durch den Trägerverein ändert nach Meinung der klagenden Waldeigentümer an dieser Rechtslage nichts.
Nach der endgültigen Niederlage im langjährigen Rechtsstreit stellte der Trägerverein Wisent-Welt-Wittgenstein e. V. im August 2023 einen Insolvenzantrag beim Amtsgericht Siegen. Die von den beiden Waldbesitzern für eigene Wisentranger geforderten 250.000 Euro pro Jahr würden den Verein in die Zahlungsunfähigkeit führen.

### Waldbauern aus Kirchhundem und Lennestadt
Unabhängig vom Verfahren vor dem Bundesgerichtshof klagen je zwei Waldbauern aus Kirchhundem und Lennestadt vor dem Verwaltungsgericht Arnsberg gegen das Land Nordrhein-Westfalen und den Kreis Siegen-Wittgenstein. Im Fokus steht hier der öffentlich-rechtliche Vertrag, welchen das Land und der Kreis mit dem Wisent-Verein als Rechtsgrundlage für das Artenschutzprojekts geschlossen hatte. Dieser sei unzulässig, weil er zu Lasten Dritter gehe. Die Waldbesitzer sehen sich von den Schälaktionen der Tiere im Baumbestand erheblich geschädigt und fordern Maßnahmen, welche die Tiere am Betreten der bewirtschafteten Wälder hindern. Der Beginn des Verfahrens war für den 11. Februar 2019 angesetzt.

### Angriffe
Am 22. Mai 2016 wurde eine Wanderin, die einen Hund mit sich führte, von einem Wisent angegriffen und leicht verletzt. Es wird vermutet, dass es sich bei dem angreifenden Wisent um ein Muttertier handelte, das sein Jungtier durch den Hund in Gefahr sah und es deshalb beschützen wollte.

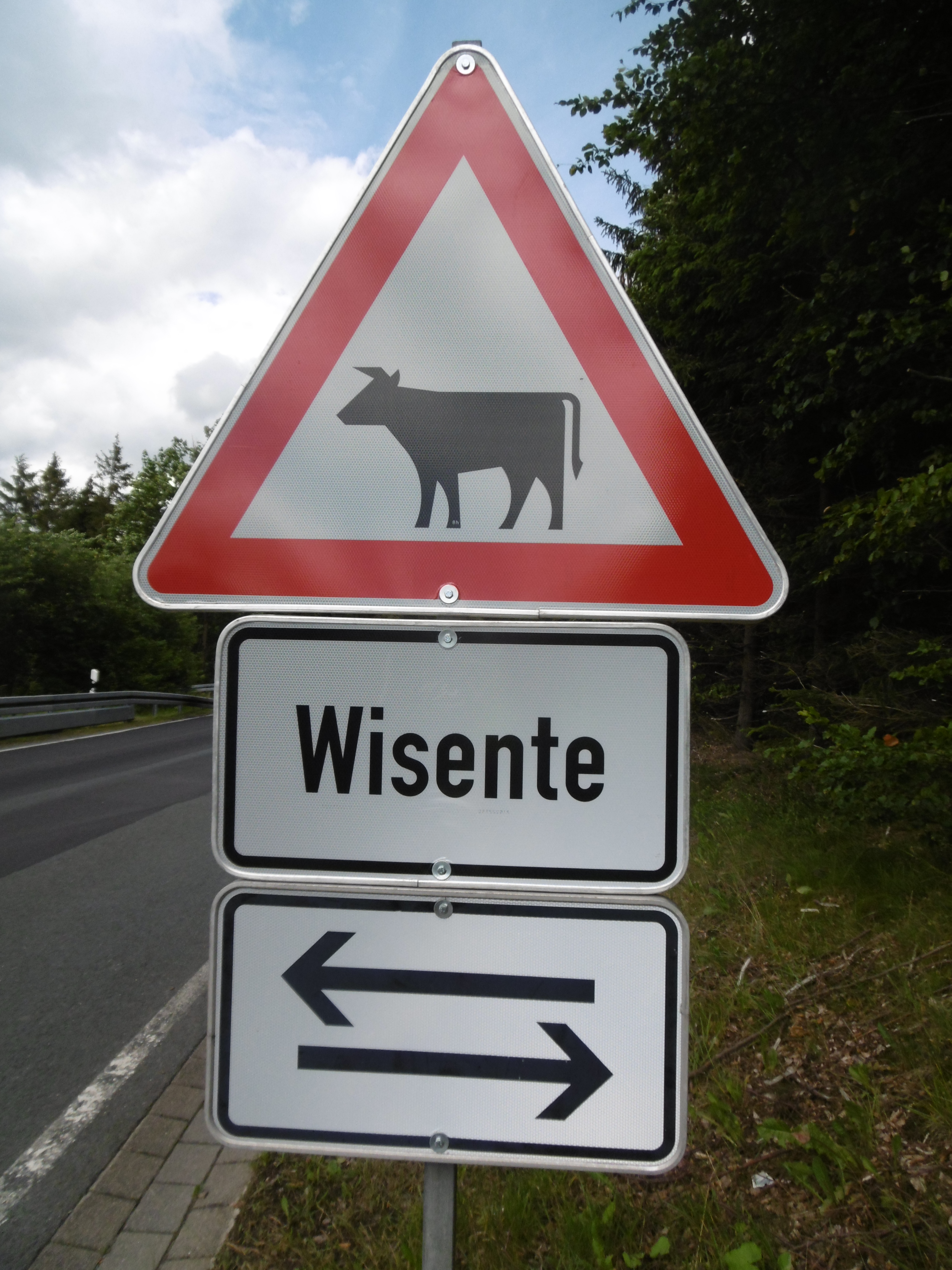
Wisentwarnschild an Bundesstraße zwischen Albrechtsplatz und Vorwald

Am 8. Juli 2020 näherte sich ein Hundehalter mit seinem angeleinten Hund der Herde viel zu nah (ungefähr fünf Meter Abstand). Zwei der Wisente attackierten den Hund, der dabei zu Tode kam. Offenbar wollten die Tiere ihre Kälber schützen.

### Straßenverkehr
Am 19. Dezember 2017 kollidierte bei Almert ein Auto mit einem die Straße kreuzenden Wisent. Es entstand nur ein leichter Blechschaden. Auch der Wisent überlebte und rannte davon.
Am 15. November 2019 wurde auf der B236 zwischen Hoheleye und dem Albrechtsplatz eine Wisent-Leitkuh der Herde bei einem Zusammenprall mit einem Pkw getötet. Der Fahrer trug nur leichte Verletzungen davon, das Auto wurde beschädigt. Im Bereich des Unfalls gibt es Schilder Achtung, Wisente queren und eine Geschwindigkeitsbegrenzung von 50 km/h. Viele Autofahrer halten sich nicht an die Begrenzung.

## Wanderwege

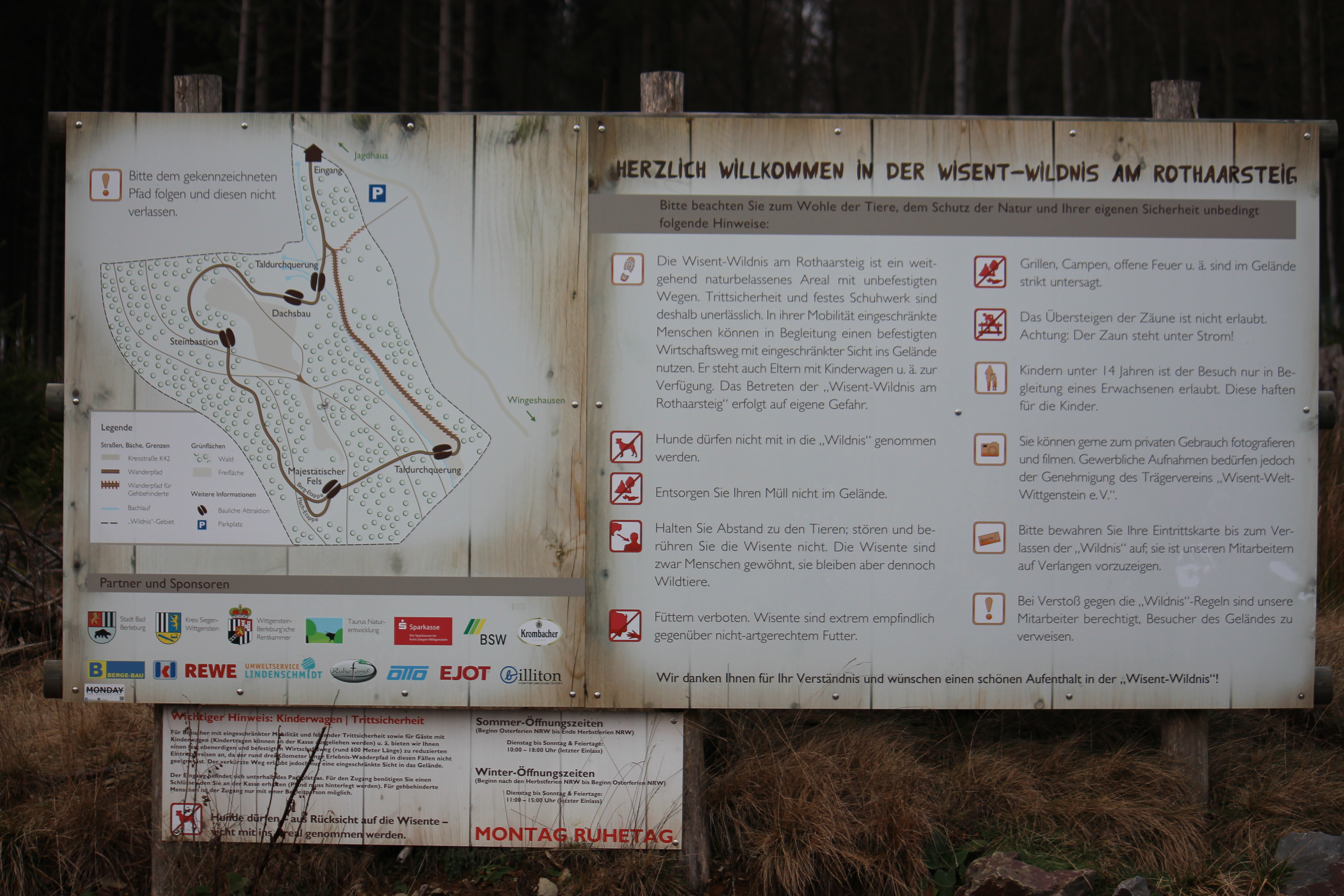
Übersichtskarte sowie allgemeine Informationen und Regeln am Besucherparkplatz

An der Wisent-Wildnis führt die Kreisstraße 42 vorbei. Vom an der Straße gelegenen Parkplatz der Wisent-Wildnis führt ein etwa drei Kilometer langer Rundweg auf naturnahen Wanderpfaden um den größeren südlichen Teil des Schaugeheges und dabei durch den sogenannten Dachsbau, eine schmale Fußgängerunterführung unter der den kleineren nördlichen Gehegeteil mit dem südlichen verbindenden Brücke; hier kann man die Tiere zuweilen aus der Froschperspektive betrachten. Die Informationstafel vor dem Gehege vermittelt den Eindruck, die Besucher würden durch das Gehege geführt, wie es etwa bei „Wildweide-Projekten“ mit robusten Haustierrassen zum Teil möglich ist. Dies ist jedoch ein Trugschluss. Gehbehinderte können das Gelände auf einem anderen und leichter zugänglichen Weg besuchen. Der etwa 12,9 km lange Rothaarsteig-Spur Wisentpfad, ein Wingeshausen mit Jagdhaus verbindender Rundweg, berührt ebenfalls die Wisent-Wildnis.

## Rezeption
Die Wisent-Wildnis wurde medial stark beachtet. So berichteten RTL, Die Welt und Al Jazeera davon und sie wurde in einer Wunderschön!-Sendung vom WDR gezeigt. Im Oktober 2014 erschien der Kriminalroman Tristan Irle trifft den Wisent des Siegerländer Autors Ralf Strackbein, in dem es hauptsächlich um die Wisent-Wildnis geht.
Der Dokumentar-Film Im Land der wilden Riesen – Wisente in NRW handelt von dem Projekt sowie dem umliegenden Wittgensteiner Land und Sauerland. Der Beitrag wurde im Oktober 2017 erstmals im Westdeutschen Rundfunk ausgestrahlt.
Das Projekt wurde 2014 beim Wettbewerb Ausgezeichnete Orte im Land der Ideen von Deutschland – Land der Ideen ausgezeichnet.

## Filmreportage
- Spiegel TV: Streit um wilde Wisente: Zerstören Ur-Rinder den Wald? auf YouTube, 7. März 2020 (Laufzeit: 31:55 min).